# Mesobius
Mesobius és un gènere de peixos actinopterigis de la família dels macrúrids i de l'ordre dels gadiformes.

## Taxonomia
- Mesobius antipodum (Hubbs & Iwamoto, 1977)[2]
- Mesobius berryi (Hubbs & Iwamoto, 1977)[2][4][5][6][7][8][9][10]